# 吳曉純
吳曉純（英語：Catherine Wu Hsiao Chun，1984年5月15日—），原名吳葦珊，藝名芽芽，臺灣女藝人，苗栗通霄人，2010年2月22日與藝人沈玉琳結婚。

## 外部連結
- 幸福沈芽芽&沈妍妍的Facebook專頁